# 浜の宮公園
浜の宮公園（はまのみやこうえん）は、兵庫県加古川市尾上町口里にある公園。

## 概要
加古川市が管理する公園で、 1958年（昭和33年）4月に開設された。江戸時代には、「加古の松原」とよばれていた一帯の一部分で、｢黒松｣が約3,000本群生する、15.9haの広い公園。グラウンド、ジョギングが楽しめるトリムランニングコース､バレーボールコ－ト､市民プールなどが整備されている。公園の北西端には､菅原道真公を祀る浜宮天神社がある。また、戦時中、陸軍加古川飛行場（尾上飛行場）の関連施設として、旧陸軍航空通信学校尾上教育隊の兵舎が建設されたが、門柱や建物基礎など一部の遺構が公園の松林の中に保存されている。市民が選んだ、「わがまち加古川60選」のおすすめスポット。

### 旧陸軍航空通信学校尾上教育隊
1937年（昭和12年）、陸軍加古川飛行場（尾上飛行場）が完成。戦争激化とともに陸軍航空通信学校尾上教育隊が開設され、浜の宮公園付近に多数の兵舎が建てられた｡全国から集まった約 1,500 人の少年通信兵が教育を受け、寝泊まりをする建物で、戦後は浜の宮中学校の教室となり、1950 年代後半に取り壊された。後世に伝えるための戦争遺産として門柱や基礎など一部の遺構が保存されている。

### 名松めぐり
- 「手枕の松」は、別府住吉神社の境内で、樹齢約百年、三代目
- 「鹿児の浜松」は、浜宮天神社で、樹齢約五百五十年、二代目、菅原道真手植えの松と伝承されている
- 「片枝の松」と「尾上の松」は、尾上神社

## 施設
- 多目的広場

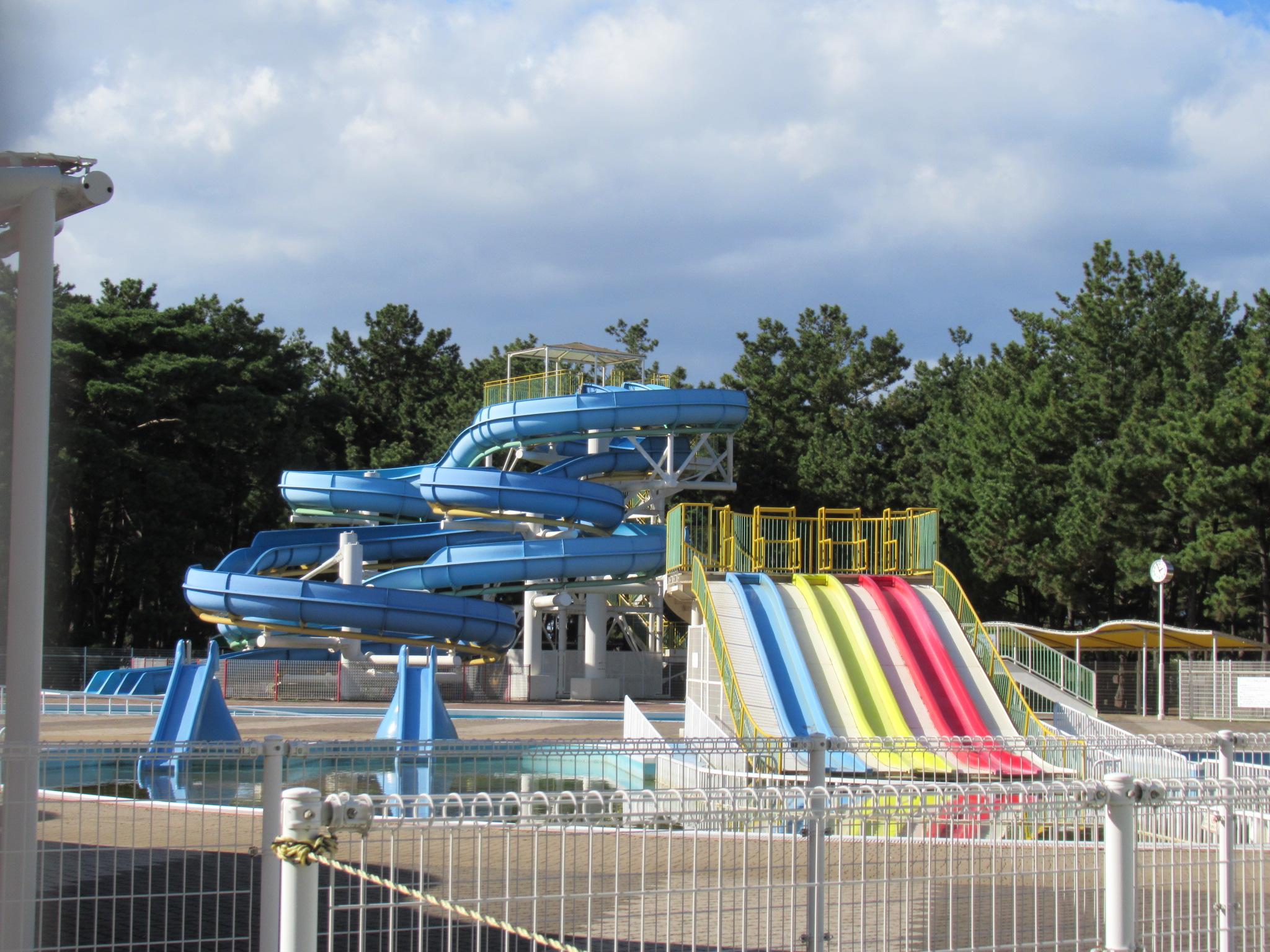
加古川市民プール

- グラウンド　　1964年東京オリンピックの予　　　　　　　　選をこのグラウンドで行ったこ　　　　　　　　とがある。
- バレーボールコ－ト
- 加古川市民プール（浜の宮公園内）、浜の宮市民プール（ループスライダー、流水プール、ファミリープール）
- チビッコ広場（複合遊具あり）
- 無料駐車場（74台）
- トイレ(2か所)

## 周辺
- 加古川市立浜の宮中学校
- 加古川市立浜の宮小学校
- 加古川市立浜の宮幼稚園
- 浜の宮市民グラウンド
- 浜宮天神社[2]
- 山陽電鉄浜の宮駅
- 神戸製鋼所加古川製鉄所
- 加古川浜ノ宮郵便局
- 兵庫県道718号明石高砂線

## 交通アクセス
- 山陽電車浜の宮駅から南に約450メートル（徒歩約6分）
- JR西日本加古川駅
  - かこバス浜手ルートで約30分、「浜の宮公園南」停留所下車